# Atlus
Az Atlus (株式会社アトラス; Hepburn: Kabushiki-gaisha atorasu) egy japán videójáték fejlesztő, kiadó és forgalmazó cég, melynek székhelye Japánban, Tokióban van és főként a Megami Tensei szerepjáték franchise-áról híres. Az első Megami Tensei játékot a Namco adta ki Nintendo Entertainment System játékkonzolra és egy novellatrilógián alapult. A sorozat második játéka után az Atlus adta ki annak összes elemét. A vállalat kabalafigurája egy Jack Frost a Shin Megami Tensei sorozatból. Az Atlus székhelye Tokióban, Sindzsukuban található. 2003 októberében a Takara felvásárolta a céget. 2006 novemberében az Index Holdings felvásárolta az Atlus részvényeinek döntő hányadát.
2010. augusztus 30-án az Index Holding bejelentette, hogy az Atlus már nem egy független vállalat és, hogy az ő közvetlen irányításuk alatt áll. Ugyan ez aggodalomra adott okot a vállalat jövőjével kapcsolatban a rajongók körében, azonban a cég vezérigazgatója, Szuzuki Sinicsi hivatalosan is megerősítette, hogy az Atlus továbbra is a „lehető legjobb minőségű játékélményeket” fogja szállítani és, hogy az összevonás csak „tovább erősítette az Atlus alapjait mind Japánban és mind az Egyesült Államokban”.

## Atlus
2009 márciusában az Atlus és a Sting Entertainment bejelentette, hogy egy Japánra kiterjedő kiadói szövetséget kötnek; kizárólag az Atlus adja ki a Sting által fejlesztett játékokat. Az Atlus ezt megelőzően is adott ki Sting játékokat, köztük az Yggdra Union-t és a Dokapon-t.

### Atlus USA
Az 1991-ben alapított Atlus USA a japán cég amerikai leányvállalata. Az Atlus USA az Atlus és számos másik ázsiai fejlesztő játékait adja ki Észak-Amerikában. Az Atlus USA kizárólag kiadói szerepet tölt be, angol nyelvre fordít le a ázsiai fejlesztők videójátékait. Az Atlus USA székhelye Irvineban található.
A Megami Tensei sorozat több játéka nem jelent meg Észak-Amerikában. A Jack Bros Virtual Boyra, a Revelations: Persona PlayStationre, valamint a Revelations: The Demon Slayer Game Boy Colorra volt a sorozat első három játéka, amely megjelent Észak-Amerikában, mindhárom a kilencvenes években. A 2004-ben megjelent Shin Megami Tensei: Nocturne (PAL területeken: Shin Megami Tensei: Lucifer's Call) volt a sorozat első főjátéka, amely angol nyelvterületeken is megjelent és a sorozat első olyan játéka, amely Európába is eljutott. Azóta a sorozat összes játéka megjelent Amerikában (viszont Európában nem), köztük a Shin Megami Tensei: Persona 3, a Shin Megami Tensei: Devil Summoner: Raidou Kuzunoha vs. The Soulless Army és a Shin Megami Tensei: Strange Journey.
Az Atlus USA a Marl Kingdom „sorozat” számos játékát is kiadta, kezdve a viszonylag ismeretlen Rhapsody: A Musical Adventure-rel 2000-ben. Az Atlus USA egyik legismertebb munkája közé tartozik a Nippon Ichi Software egyik kultikus játékának, a Disgaea: Hour of Darkness-nek a lefordítása és megjelentetése Amerikában.
Az Atlus USA adta ki a Tactics Ogre taktikai szerepjátékot, a Game Boy Advance remakeit a Kunio-kun és a Double Dragon sorozatoknak. A vállalat többi nevesebb címe közé tartozik a Snowboard Kids és Snowboard Kids 2 Nintendo 64-re, valamint az Odin Sphere és a Trauma Center sorozat.
Az Atlus USA adta ki a Growlanser-t, egy valós idejű stratégia/szerepjátékot a Langrisser sorozat készítőitől, a Career Softtól. Az első játék sikere után felvásárolták a Career Softot, ami házon belül fejlesztette a sorozatot a második játékától az ötödikig.
2004-ben a Stinggel és a Bandai-jal kötött szerződésük eredményeként az Atlus USA kiadta a Riviera: The Promised Land-et, egy szerepjátékot Game Boy Advancere, amelyet korábban a Bandai adott ki WonderSwan Colorra. 2006 őszén ismét a Stinggel közösen kiadtak egy játékot, az Yggdra Union-t, egy stratégiai szerepjátékot Game Boy Advancere.
Az Atlus USA a közelmúltban beindította az online részlegét, az Atlus Onlinet, amely jelenleg a Neo Steam: The Shattered Continent szervereit biztosítja.
Az Atlus amerikai részlege rendszeresen alacsony példányszámban bocsátja piacra a játékait. Ennek elsősorban pénzügyi okai lehetnek, hiszen előfordulhat, hogy egy játék kevésbé lesz sikeres a vártnál és így legalább a gyártási költségek és az eladatlan példányok nem okoznak akkora problémát. Zach Meston a cég PR/marketing igazgatója szerint a kivárásra építés, a hiánygazdálkodás és az „ebből nektek nem jut” hozzáállás kifizetődőbb, mint egy költséges reklámkampány. Álláspontja szerint „a piacot mindig egy kicsit éhesen kell hagyni”.

## Jack Frost
Az Atlus kabalafigurája Jack Frost. Ő egy hóemberhez hasonlatos, akinek vannak fogai és farka, viszont nincs orra és bohóc kalapot és cipőt visel. Szállómondata a „Hee-Ho”. Az Atlus számos játékban megjelent, köztük a Shin Megami Tensei sorozat több elemében és a Jack Bros.-ban is. Az SBK: Snowboard Kids mind az amerikai és mind a japán változatában rejtett karakterként érhető el, azonban a japán verzióban jóval nagyobb szerepet tölt be. Jack Frostnak családja és több hozzátartozója is van a Shin Megami Tensei II óta. Ilyen King Frost, Frost 5 Szensi, Dzsa-aku Frost (Black Frost) is. Jack Frost szerepel az Etrian Odyssey II lövész kasztjának a ruházatának a gombjain.

## Atlus által kiadott animék
- Persona: Trinity Soul
- Persona 4: The Animation